# Przepływomierz ultradźwiękowy
Przepływomierz ultradźwiękowy – rodzaj przepływomierza, który do pomiaru prędkości przepływu płynu wykorzystuje ultradźwięki.

## Zasada działania

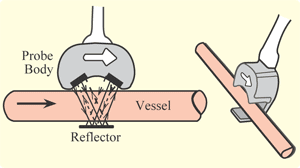
Zasada działania

Zasada działania przepływomierza ultradźwiękowego bazuje na pomiarze różnicy czasów przejścia fali ultradźwiękowej. Fala emitowana jest naprzemiennie pomiędzy dwoma czujnikami pomiarowymi zamontowanymi na rurociągu. W przypadku braku przepływu czasy przejścia fali w obu kierunkach są jednakowe. Gdy fala rozchodzi się przeciwnie do kierunku płynącej cieczy, prędkość propagacji jest mniejsza niż w kierunku zgodnym z ruchem cieczy.
Wzór:
{\displaystyle v={\frac {(t_{2}-t_{1})}{t_{1}\cdot t_{2}}}\cdot {\frac {L}{2\cdot \cos \alpha }},}
gdzie:
- {\displaystyle v} – prędkość cieczy,
- {\displaystyle t_{1}} – czas przejścia fali ultradźwiękowej zgodnie z kierunkiem przepływu,
- {\displaystyle t_{2}} – czasy przejścia fali „pod prąd”,
- {\displaystyle L} – odległość pomiędzy czujnikami,
- {\displaystyle \alpha } – kąt nachylenia czujników do kierunku przepływu cieczy (zazwyczaj 30–45°).

Mierzona przez system różnica czasów przejścia jest proporcjonalna do prędkości cieczy w rurociągu i po uwzględnieniu profilu i pola przekroju poprzecznego rury pozwala wyznaczyć objętość strumienia.
Zalety:
- bezkontaktowy pomiar zewnętrzny (idealne rozwiązanie dla pomiaru przepływu cieczy silnie agresywnych lub w przypadku wysokich ciśnień),
- możliwość bezpośredniego montażu na istniejącej instalacji (uruchomienie układu pomiarowego bez przerywania procesu),
- pomiar nieinwazyjny nie wprowadza spadku ciśnienia,
- brak części ruchomych (wysoka trwałość).